# 鈴木正勝
鈴木 正勝（すずき まさかつ、1941年7月 - ）は、関西テレビ放送の元アナウンサー。現在は関西民放クラブ理事長。

## 来歴・人物
戦時中に父が仕事で中国・北京に派遣されていたため北京で生まれ4歳まで過ごし、戦後父の故郷の愛知県豊橋市に引き揚げる。
中央大学法学部法律学科卒業。1964年、関西テレビにアナウンサーとして入社。フジテレビやTBSも受けたが落ちたという。
『シャボン玉アワー』などの歌番組・寄席番組を担当し、1984年から夕方のニュース番組『アタック600』の初代メインキャスターを担当。48歳頃から咳き込むようになり、また老眼でプロンプターが読めなくなったことからキャスターを辞めている。
報道管理部長を1年務めた後、1993年に報道部長に就任。在任中の1995年に阪神・淡路大震災が発生した。
広報部長、関西テレビ関連会社オクトの社長、レモンスタジオ社長などを務め、2006年に関西テレビを退任。
2007年から大阪府立東住吉高等学校芸能文化科で特別非常勤講師を務め、アナウンスの実習を担当している。追手門学院大学講師も3年務めた。
2012年から関西民放クラブ理事長を務めている。

## エピソード
阪神・淡路大震災発生時には、報道部長ながら全国の系列局から応援に来ていた300～400人の宿や弁当・夜食の手配なども行っていた。
趣味は郵便局巡りで、貯金を兼ね1000局を目標に全国を巡りスタンプを集め、1082局まで達成したところで止めている。

## 過去の出演番組
- シャボン玉アワー
- お好み上方寄席[4]
- 花王名人劇場などの提供読み
- アタック630
- アタック600